# Macronyx sharpei
El bisbita de Sharpe (Macronyx sharpei) es una especie de ave paseriforme de la familia Motacillidae endémica de Kenia. Su nombre conmemora al zoólogo británico Richard Bowdler Sharpe.

## Descripción
El bisbita de Sharpe mide entre 16–17 cm de largo. El plumaje de sus partes superiores es de color anteado densamente monteado en negro, mientras que sus partes inferiores son amarillas, con monteado negro en el pecho. Presenta las plumas exteriroes de la cola blancas.

## Taxonomía
El bisbita de Sharpe se clasifica en la familia Motacillidae, que incluye a los bisbitas y las lavanderas. Pertenece al género Macronyx, aunque algunos taxónomos lo separan en el género Hemimacronyx junto al bisbita pechigualdo. Macronyx junto a Tmetothylacus forman un clado de bisbitas exclusivamente africanos, separado de los bisbitas típicos del género Anthus.

## Distribución y hábitat
El bisbita de Sharpe se encuentra únicamente en los montes del oeste de Kenia. Está confinado entre las laderas del norte del monte Kenia, la vertiente sur de los Aberdares, las mesetas de Gishu, Mau y Kinangop que rodean el valle del Rift, y las laderas del monte Elgon.
Su hábitat natural son los prados montanos sin árboles y hierba corta. Se encuentra entre los 1850 y 3400 metros de altitud, aunque es más abundante alrededor de los 2800 m s. n. m. Ocupa mayores altitudes que el bisbita gorgigualdo, con una pequeña zona de solapamiento entre las áreas de distribución de ambas especies. Por lo general es un ave sentaria, pero se desplaza distancias cortas cuando su hábitat se seca demasiado.
Es una especie en peligro de extinción, con una población estimada de menos de 20.000 individuos. Los prados en los que vive están siendo reemplazados por cultivos y plantaciones de árboles.

## Comportamiento

### Alimentación
El bisbita de Sharpe se alimenta de insectos, especialmente saltamontes y escarabajos. También atrapa otros invertebrados. Suele buscar alimento solo o en parejas entre la hierba, aunque también puede ser observado en pequeños grupos familiares.

### Reproducción
El bisbita de Sharpe es monógamo y las parejas son territoriales. La época de cría transcurre durante o después de las lluvias, de marzo a junio, y de septiembre a diciembre. La especie presenta breves demostraciones aéreas durante el cortejo, que consisten en ascender y dejarse luego caer cantando. Construyen un nido eleborado en forma de cuenco con hierba seca y raíces situado junto al suelo en la base de una mata de hierba o un arbusto. Suelen poner dos o tres huevos.